# Escape from New York
Escape from New York is een film uit 1981 onder regie van John Carpenter.

## Verhaal
De film speelt zich af in 1997. New York is sinds 1988 een streng bewaakte gevangenis omdat de criminaliteit enorm steeg. Wanneer Air Force One gekaapt wordt, besluit de president via een beveiligingscapsule te vluchten. Het vliegtuig stort neer in New York en de president wordt ontvoerd door de bende van de Duke.
Topcrimineel Snake Plissken krijgt de opdracht van Bob Hauk, de verantwoordelijke voor de gevangenis, om de president te bevrijden. Hauk laat een chip in Plisskens nek inplanten, zodat hij na 24u sterft als hij de president niet heeft bevrijd. Gedwongen zijn eigen leven te redden, gaat Plissken op zoek naar de president.

## Trivia
- De studio wilde Tommy Lee Jones voor de rol van Snake Plissken.
- John Carpenter schreef het scenario in de tijd van het Watergateschandaal.
- Jamie Lee Curtis is de vertelstem aan het begin van de film.
- Later kwam er ook een vervolg op deze film: Escape from L.A.

## Rolverdeling
| Acteur             | Personage                         |
| ------------------ | --------------------------------- |
| Kurt Russell       | Snake Plissken                    |
| Lee Van Cleef      | Politiecommissaris Bob Hauk       |
| Ernest Borgnine    | Cabbie                            |
| Donald Pleasence   | President van de Verenigde Staten |
| Isaac Hayes        | "Duke" van New York               |
| Harry Dean Stanton | Harold "Brain" Helman             |
| Adrienne Barbeau   | Maggie                            |
| Charles Cyphers    | Staatssecretaris                  |
| Tom Atkins         | Rehme                             |
| Season Hubley      | Meisje in Chock Full O'Nuts       |
| Frank Doubleday    | Romero                            |
| John Strobel       | Cronenberg                        |
| George Buck Flower | Dronkenlap                        |
| Ox Baker           | Slag                              |
| Jamie Lee Curtis   | Vertelstem                        |